# Ripescaggio
Il ripescaggio è una pratica che viene attuata in alcune competizioni sportive ad eliminazione, che consente di passare al turno successivo a partecipanti che, per un piccolo margine, non sono riusciti a soddisfare gli standard di qualificazione. Esistono diverse forme di ripescaggio; sostanzialmente ai concorrenti eliminati viene data una seconda possibilità di rientrare nel torneo e poter vincere.
Alternative ai ripescaggi sono i tornei a eliminazione diretta, con girone all'italiana, le wild card e il sistema svizzero.